# Corpul căpităniilor de port – Garda de Coastă

Domeniul SAR italian și domeniile MRSC

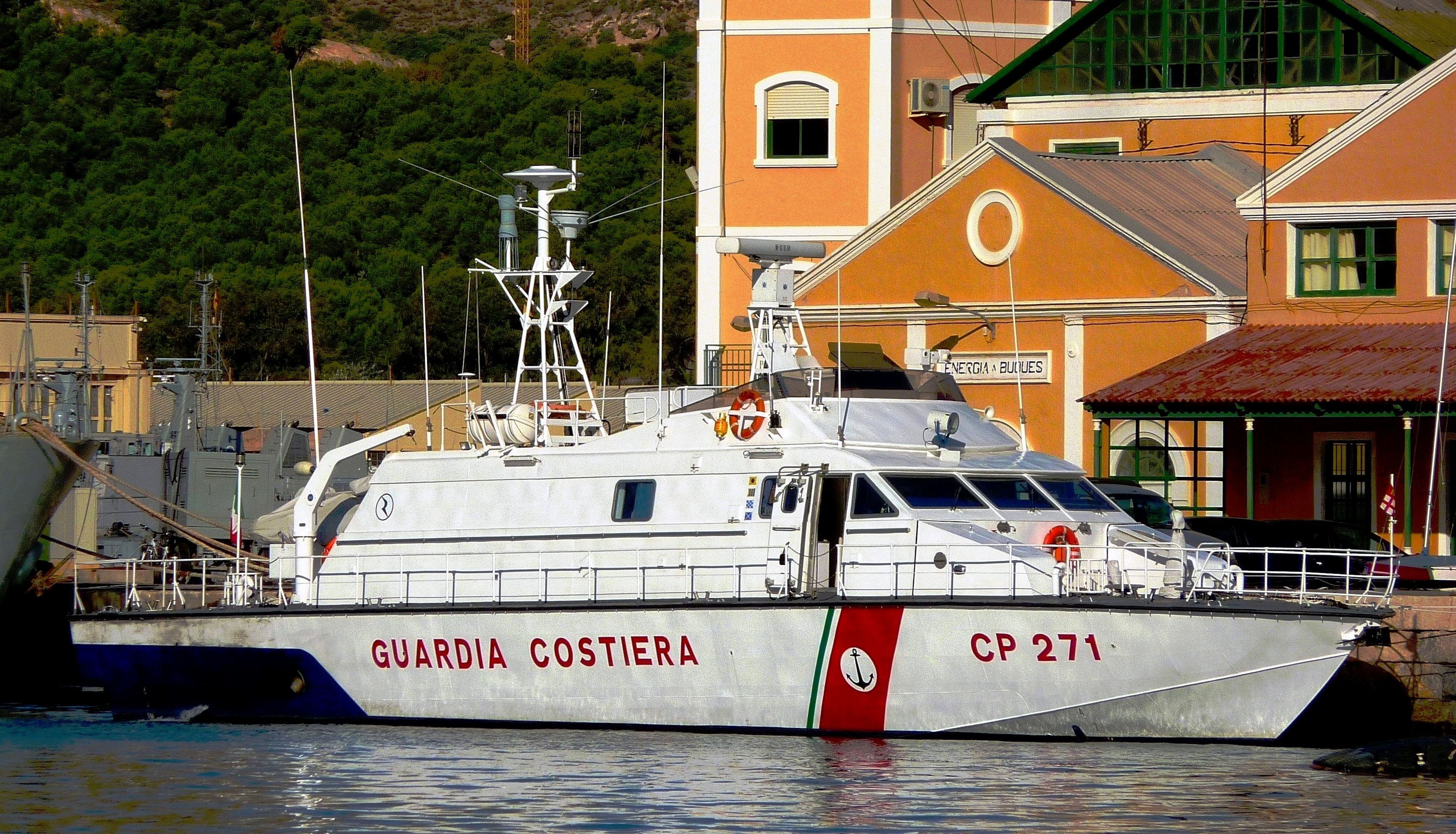
Motovedetă de clasa 200/S a Gărzii de Coastă

Corpul căpităniilor de port – Garda de Coastă (Corpo delle capitanerie di porto – Guardia costiera) este garda de coastă italiană. Acestei organizații îi sunt încredințate toate activitățile maritime legate de utilizarea mării, în sensul cel mai larg al termenului: aplicarea legilor și regulamentelor maritime, securitatea navigației, poliția navigației și pescuitului, lupta contra traficului ilicit, protecția mediului marin, salvarea vieții umane și asistența pe mare.

## Organizare și structură
Corpul căpităniilor de port are următoarea organizare teritorială:
- 1 MARICOGECAP – Comandamentul general, având funcția de centru național de ajutor pe mare (IMRCC)
- 15 DIREZIOMARE – Direcțiile maritime, cărora le corespund tot atâtea centre de ajutor secundare (MRSC)
- 55 COMPAMARE – Compartimentele maritime, căpităniile de port
- 51 CIRCOMARE – Birouri maritime zonale
- 126 LOCAMARE – Birouri maritime locale
- 61 DELEMARE – Delegații maritime sau delegații de plajă

Fac de asemenea parte din corpul capităniilor de port:
- 1 SAGUARCOST – Serviciul Aerian Garda de Coastă „Servizio Aereo Guardia Costiera”
- 3 NUCAER – Nuclee aeriene – „Nuclei aerei” (1° Sarzana-Luni, 2º Catania, 3º Pescara)
- Stația de sateliți COSPAS-SARSAT din Bari (în colaborare cu protecția civilă)
- 5 Grupe de operatori scufundători – „Gruppi operatori subacquei” (San Benedetto del Tronto, Napoli, Messina, Cagliari și Genova)
- 2 Nuclee nautice – „Nuclei nautici” (Lago di Garda–Salò, Lago Maggiore–Verbania)
- Departamentul de mediu marin al căpităniilor de port din Ministerul mediului și protecției teritoriului
- Depinde din punct de vedere funcțional de Direcția generală de pescuit din Ministerul pentru politici agricole și forestiere

## Funcții
Garda de Coastă este un corp al marinei militare italiene care îndeplinește sarcini și funcții legate în principal de utilizarea mării în scopuri civile, și care depinde din punct de vedere al funcționării de câteva ministere. Acestea includ, în primul rând, Ministerul infrastructurii și transporturilor, „moștenitor” al Ministerului marinei comerciale, desființat în 1994.
Principalele linii de activitate ale corpului sunt:
- Căutare și salvare pe mare (SAR), cu toate organizația coordonatoare, de control, de detectare și de comunicații, activ in 24 de ore până la locul de muncă atrage după sine;

- Siguranței navigației, cu controale la toate sistematică inspective național flotă comercială, de pescuit și de agrement și, prin activitatea de "controlul statului portului", de asemenea, pe flota comercială externă andocat la porturile noastre;

- Protecție a mediului marin, ca angajați de funcții, cu Ministerul mediului și de protecție a teritoriului, folosind în acest scop, în sinergie, resurse (centre de operațiuni, de aer și flotele navale, sistem de control al traficului naval), deja în funcțiune pentru caz de dezastre , siguranța navigației și a poliției maritime;

- Controlul asupra pescuitului maritim , ca angajați ai roluri cu Ministerul pentru politici agricole și forestiere, în acest scop comanda generală este autoritatea responsabilă pentru Centrul național de control al pescuitului și căpitanii a făcut controalele prevăzute de legislația națională și flotei comunitare de pescuit tot;

- Administrarea periferică a funcțiilor statului în formarea ofițerilor, maritime comerciale de intrare registru și de pescuit, marin de agrement, litigii maritime dezincriminat infracțiuni;

- Poliție maritimă (de exemplu, poliția maritimă tehnic și administrativ), pentru disciplina de navigație maritimă și de reglementare a evenimentelor care au loc în zonele maritime aflate sub suveranitatea națională, de control al traficului maritim, exploatarea navelor și a securitatea portuară, marine investigații în caz de accidente, de control al domeniului maritim național, evaluări și monitorizarea periodică a depozitelor de coastă și în alte locuri periculoase.

Alte funcții sunt dezvoltate de către Ministerul apărării (personalul militar înrola), culturale și de mediu ( arheologie subacvatică ), interior ( anti-imigrație ilegală ), justiție, și de protecție civilă departament, toate cu numitor comun mare și de navigație.
Valoarea și varietate de activități de pus căpitani de evaluare a activităților maritime, și să le facă o "fereastră unică" în relațiile dintre cetățeni și mare. Structura caroseriei este prezentat ca un specialist, fie din punctul de vedere al funcțiilor de operare tehnice și administrative pentru realizarea publice de stat care au loc în zonele maritime de interes național. Astfel de spații include 155.000 de kilometri pătrați de apă de mare, interioare și de o parte teritorială a teritoriului de stat, precum și 350.000 de kilometri pătrați de ape, în care Italia are drepturi exclusive de exploatare a fondales (resurse) sau taxe (în primejdie pe mare și de protecție mediul marin): un complex de ape marine de extindere aproape dublu fata de teritoriul terestru național, și că, în sabees de 301,000 km². În conformitate cu tendințele care se formează în Europa, autoritatea maritimă - garda de costă trebuie să exercite un control efectiv asupra mărilor pentru a proteja viața umană, siguranța navigației, pentru buna desfășurare a activității economice (de pescuit și exploatarea platformei continentale), precum și pentru protecția mediului marin.